# Chorvatská středověká literatura

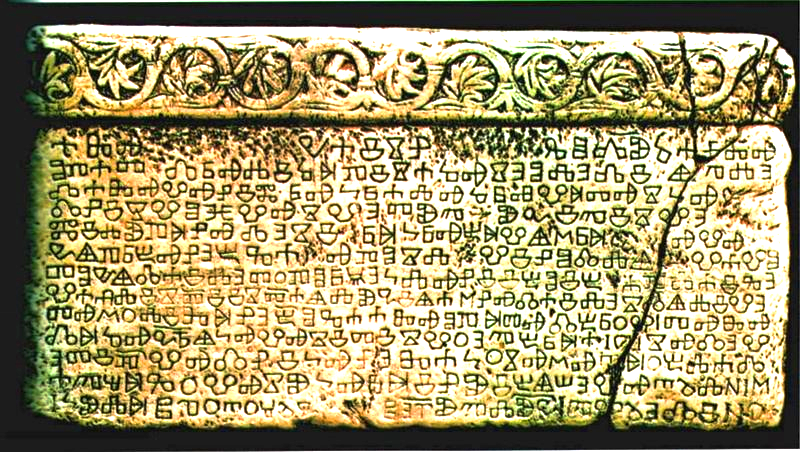
Baščanska ploča vyrytá do kamene v hlaholici.

Chorvatská středověká literatura (resp. středověké písemnictví) zahrnuje období od 8. a 9. století do století šestnáctého. V chorvatském (resp. dubrovnickém) prostředí se lze poté setkat s literárními památkami, které spadají do období humanismu a renesance.

## Vývoj
Počátky chorvatského středověkého písemnictví jsou pevně spjaty s latinskou hagiografií. Vznikaly texty o dalmatských a istrijských mučednících.
O něco novější jsou památky psané v cyrilici, či hlaholici. Pocházejí z 12. až 15. století a dochovany jsou jak v podobě rukopisné, tak i jako nápisy na kůži, či v kameni. Stejně jako je tomu v případě hagiografií latinského původu, i tyto texty byly převážně náboženského charakteru. Mezi literární památky se z hlediska chorvatské literární historiografie nicméně řadí i také různé zákoníky a památky právní povahy.
Tvůrčím centrem chorvatských zemí bylo především jaderské pobřeží (s kulturními centry Split, Dubrovnik, Osor, Kotor, Trogir, Zadar). Podobně i jako tomu bylo v českých dějinách, i v chorvatských byla nositelem vzdělanosti církev a i pod vlivem nadvlády Franské říše přijali Chorvati církev západní. Latinský vliv byl však patrný v přímořských oblastech ještě předtím, neboť byla kulturní výměna díky živým přístavům značná. 
Kniha Misal po zakonu rimskoga dvora byla první knihou, která vyšla v lidovém jazyce v chorvatských zemích vytištěná. Středověká chorvatština, kterou byla napsána, se zapisovala hlaholicí. Světlo světa spatřila v roce 1483. Mnohé další středověké chorvatské knihy se do dnešní doby nedochovaly, a pokud ano, tak pouze jejich části.  Jednalo se o tzv. inkunábule, tedy knihy, které byly sice tištěny, nicméně jejich grafická úprava byla do jisté míry ještě předmětem ruční práce.
Na začátku 16. století již působí první dubrovničtí humanisté, píšící ovšem latinsky. Jedním z nich je např. Marko Marulić, který je v chorvatských literárních dějinách považovaný za prvního chorvatského autora skutečně světového významu.

## Středověké texty
Do dnešních dob se dochovalo nejvíce liturgických textů. Z 11. století pocházejí např. Valunska ploča, Plominski natpis, Krčki natpis, nebo Baščanska ploča. Poslední uvedená je prvním textem, který byl napsán lidovým jazykem s prvky církevní slovanštiny a poprvé zmiňuje výraz "chorvatský". Ze století dvanáctého pocházejí Senjska ploča; Plastovski natpis, Kninski natpis, či Supetarski ulomak. 
Texty právní povahy zastupuje např. Natpis povaljskoga praga, který se nachází na ostrově Brač a pochází z roku 1184 a tvoří jej 23 v té době známých a platných kodexů a také záznamů ze vzájemných jednání středověkých panovníků. Je to nejstarší text v cyrilici, který je na území dnešního Chorvatska dochován. Mezi další zákoníky, které patří do středověkého chorvatského písemnictví, patří také Vinodolski zakon z r. 1288, Poljički statut z r. 1444, nebo Istarski razvod z r. 1568 (dochován je nejspíše[zdroj?] přepis staršího textu). Všechny tři se týkaly především pozemkového práva a případných dědických práv; sepsány byly v hlaholici.
Podobně jako tomu bylo v celé středověké Evropě, i v chorvatských oblastech byla mezi vzdělanými skupinami lidí velmi populární jednak Alexandreida, jednak Trojská kronika. Obě dvě byly přeloženy do lidového (slovanského) jazyka. První z nich ze slovanského prostředí, druhá z italštiny. 
V chorvatském prostředí byla rovněž do lidového jazyka překládána i apokryfní literatura. Jednalo se tak např. o Život Adamův, Nikodémovo evangelium, či Vidění Tondalovo

## Jazyk a písmo

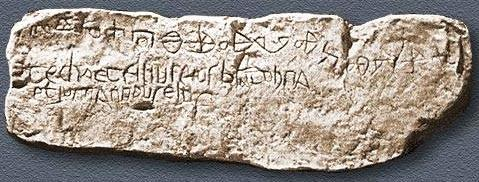
Valunska ploča, nápis v hlaholici z 11. století

Texty, psané do 14. století, vznikaly buď v cyrilici, nebo hlaholici. Mezi jednotlivými písmy se mnohé texty přepisovaly, či se překládaly z jazyků vyššího stylu (latina, církevní slovanština) do jazyků nižšího stylu (slovanského lidového jazyka, základu budoucí chorvatštiny). To je i případ Letopisu popa Dukljanina, který byl v 12. století sepsán v latině a poté o cca 200 let později přeložen do chorvatštiny. Další historickou kronikou byl Zapis popa Martinca, který se nedochoval celý, poskytl zato ale historikům cenné informace o průběhu Krbavské bitvy. 
Již ve středověké chorvatské litertauře je možné najít rozdíly mezi čakavskými, kajkavskými a štokavskými texty, což dokládá dlouhodobou existenci všech tří hlavních chorvatských nářečí. V čakavském nářečí se dochovaly texty psané jak v hlaholici, tak latince, v případě štokavštiny jsou texty buď v latince, nebo cyrilici (díky především vlivu východního křesťanství a Byzantské říše. Kajkavské texty jsou dochovány pouze v latince[zdroj?] a vznikaly zřejmě pod vlivem maďarštiny.